# Massimo Rivola
Massimo Rivola (Faenza,7 de diciembre de 1971) es un entrenador deportivo italiano. Trabajó en Fórmula 1 para los equipos Minardi, Toro Rosso y Ferrari. Actualmente ocupa el cargo de Director Deportivo de Aprilia en MotoGP.

## Biografía
Después de graduarse de la Universidad de Bolonia en Economía y Comercio, comenzó su carrera en la Fórmula 1 en 1998 en la oficina de marketing de Minardi. 
En 2000, se convirtió en gerente patrocinador del equipo de Faenza, y dos años después en gerente de marketing. 
En 2003, fue nombrado subdirector del equipo, y dos años más tarde pasó a ser el  director deportivo y director del equipo. 
Después de la adquisición de Minardi por Red Bull y el posterior cambio de nombre a Scuderia Toro Rosso, permaneció como gerente del equipo de 2006 a 2008.
En 2009 llegó a la Scuderia Ferrari donde pasó a ocupar el cargo de director deportivo, trabajando entre otros con pilotos como Fernando Alonso y Sebastian Vettel.
En 2016 se convirtió en director de la Ferrari Driver Academy, contribuyendo a lanzar al prometedor Charles Leclerc hacia la Fórmula 1.
Tras diez años en Maranello, en 2019 dejó Ferrari y la Fórmula 1 para pasar al Campeonato del Mundo de motociclismo, como CEO del equipo Aprilia en MotoGP.